# Elisabethinen Linz-Wien
Die Elisabethinen Linz-Wien sind eine weibliche Ordensgemeinschaft, die zu den Elisabethinen gehört und 2007 durch den Zusammenschluss der beiden Konvente in Linz und Wien entstand.

## Geschichte
In Wien wurde das Kloster der Elisabethinen 1709 gegründet und von dort aus 1745 das Kloster in Linz. Am 1. August 2007 erfolgte der Zusammenschluss der bis dahin selbständigen Konvente in Linz und Wien. Auslöser für die Vereinigung war, dass die Gemeinschaft der Elisabethinen in der Landstraßer Hauptstraße im 3. Wiener Gemeindebezirk Landstraße nur mehr zehn Schwestern zählte und eine Lösung gesucht wurde, den Bestand des Hauses und Betrieb des Spitals weiterzuführen. Sr. Friedburga Druckenthaner war damals Generaloberin der Elisabethinen Linz.

## Generaloberinnen
- 2012– Sr. Barbara Lehner

## Häuser
- Krankenhaus der Elisabethinen Linz, seit 2017 ein Standort des Ordensklinikums Linz
- Krankenhaus St. Elisabeth Wien, seit 2017 ein Standort des Franziskus Spitals